# Frederic Leighton
Frederic Leighton, Nam tước xứ Leighton (3 tháng 12 năm 1830 - 25 tháng 1 năm 1896), là họa sĩ và nhà điêu khắc người Anh. Tác phẩm của ông miêu tả những vấn đề lịch sử, Kinh Thánh, và cổ điển. Ông cũng từng là giám đốc của Royal Academy of Arts (Viện hàn lâm Hoàng gia về Nghệ thuật) ở London, là một trong những học viện nghệ thuật quan trọng nhất ở Anh, được dành riêng cho việc giảng dạy và thúc đẩy hội họa, điêu khắc và kiến trúc. Ông cũng là người mang tước hiệu quý tộc ngắn nhất trong lịch sử, ông qua đời chỉ một ngày sau khi được phong tước.

## Một số tác phẩm

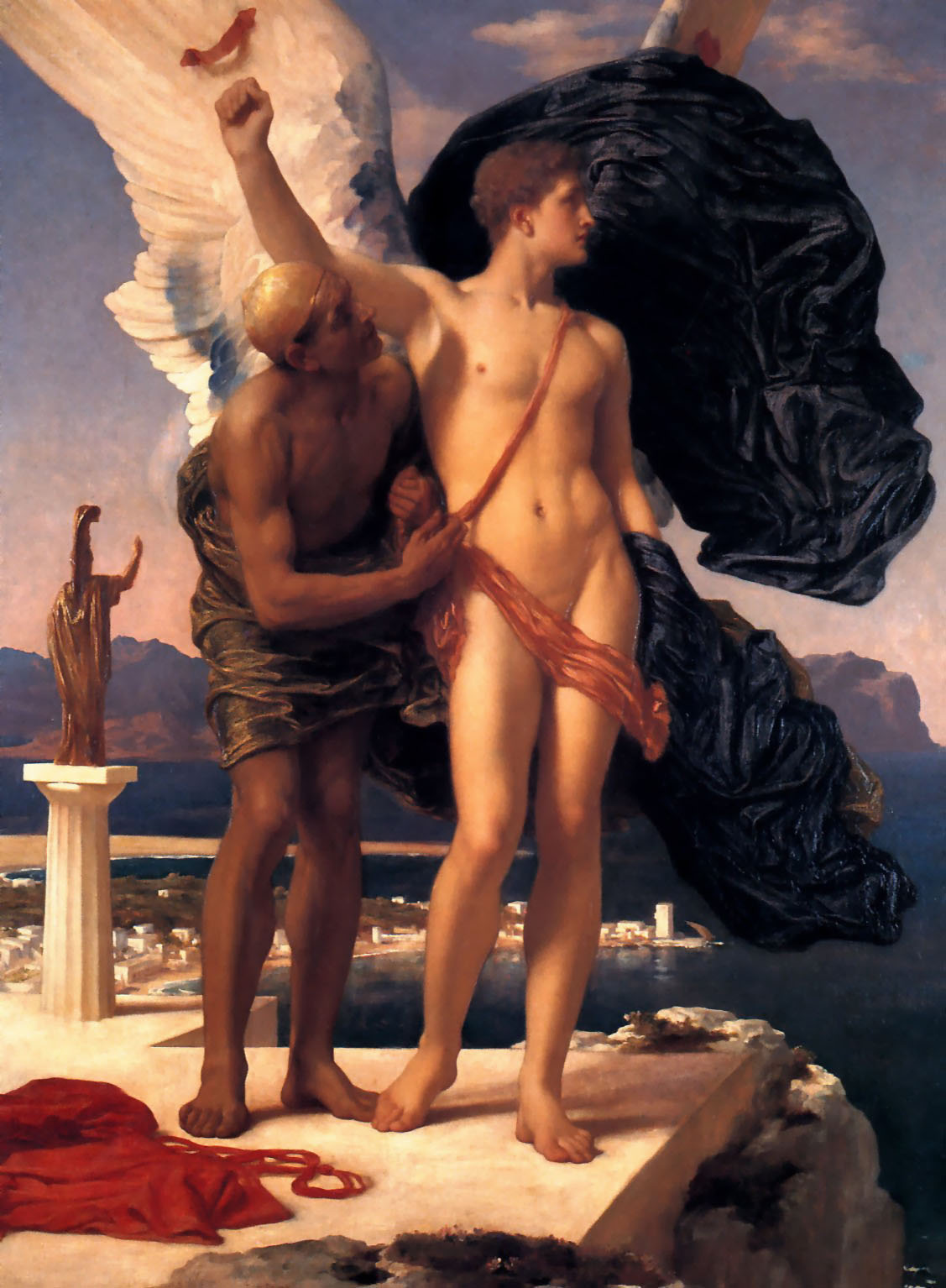
Icarus và Daedalus
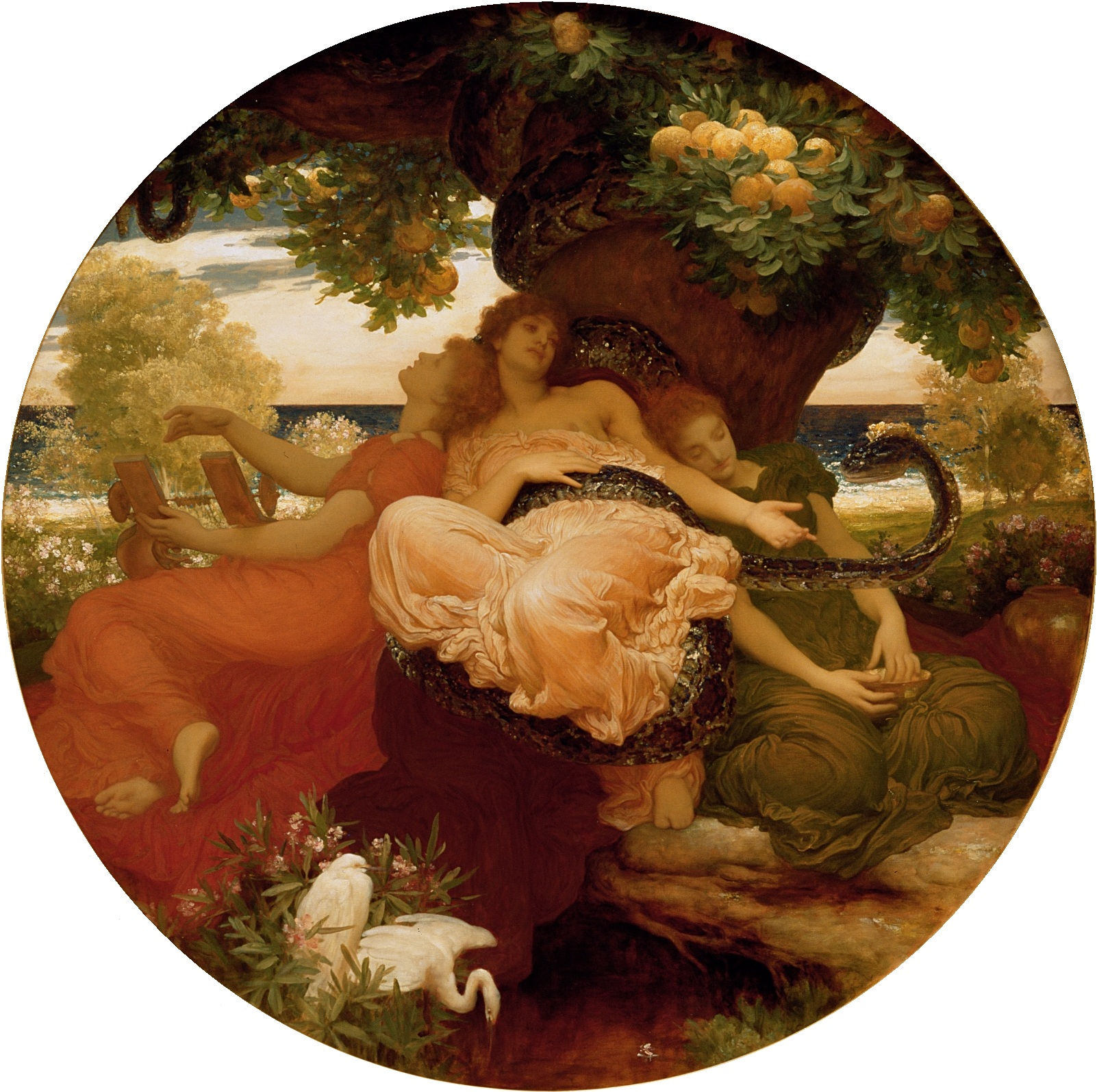
The Garden of the Hesperides, oil on canvas painting, 1892, Lady Lever Art Gallery
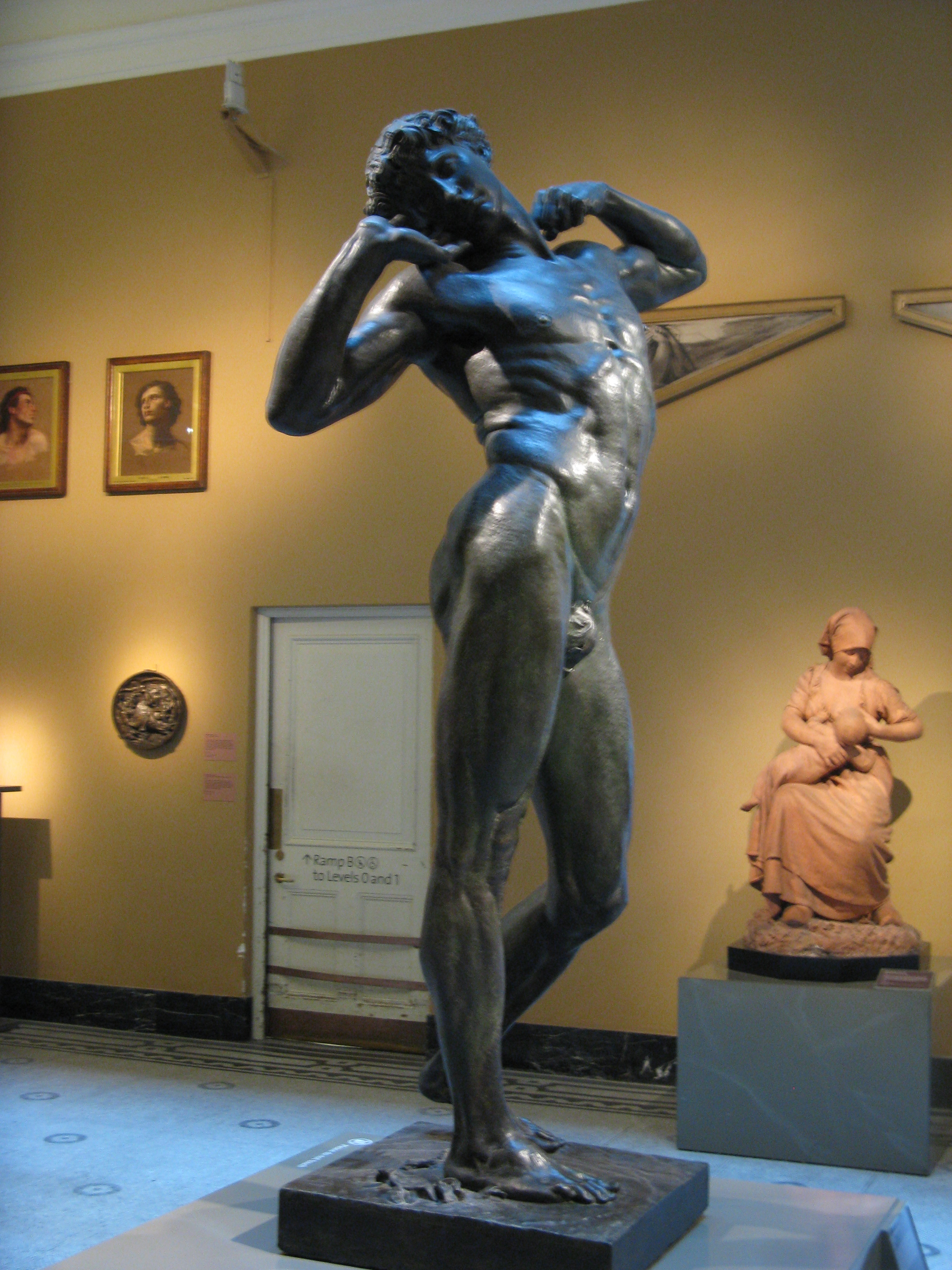
The Sluggard
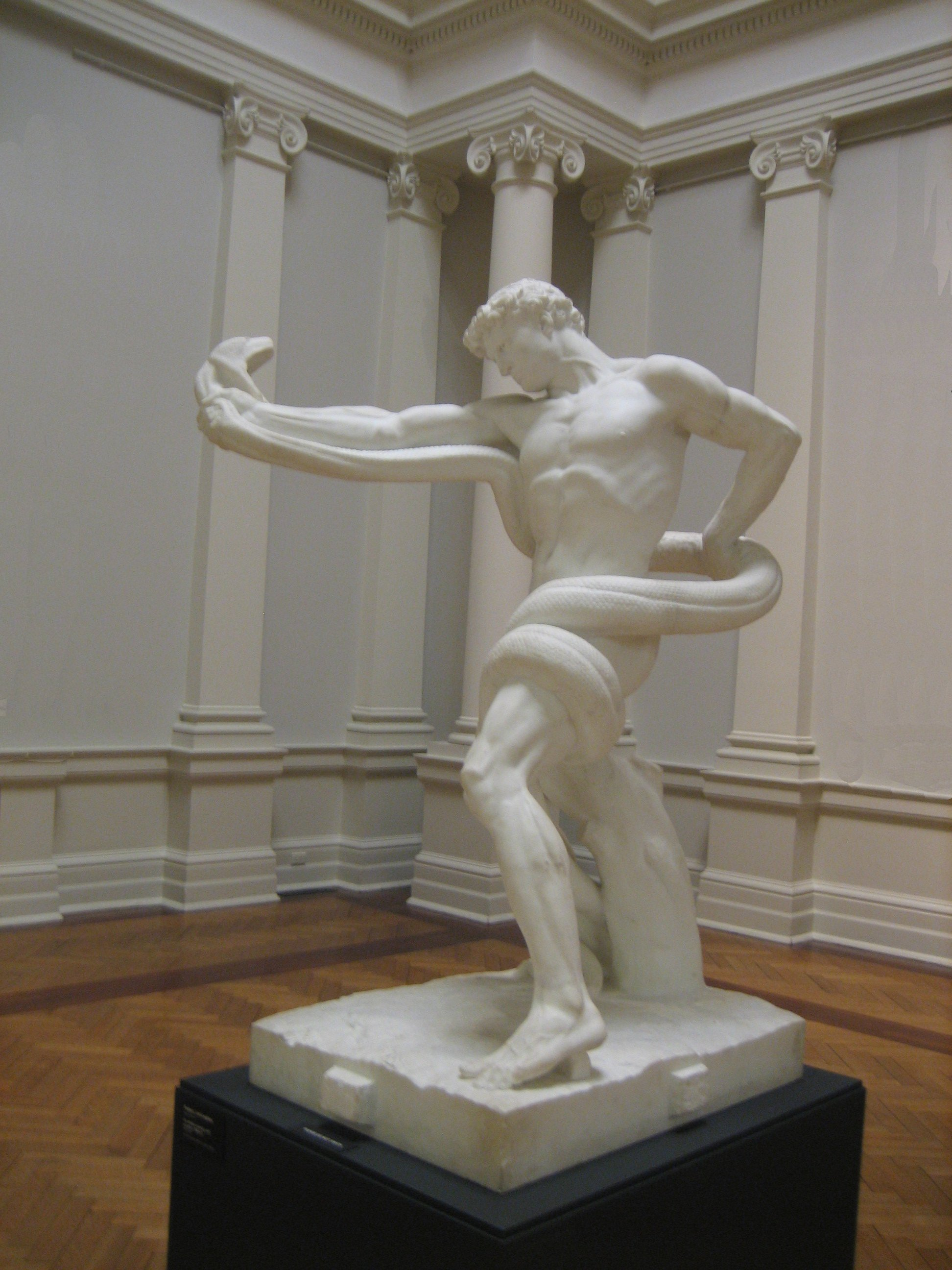
Athlete wrestling with a Python, white marble sculpture, 1888–1891, Art Gallery of New South Wales

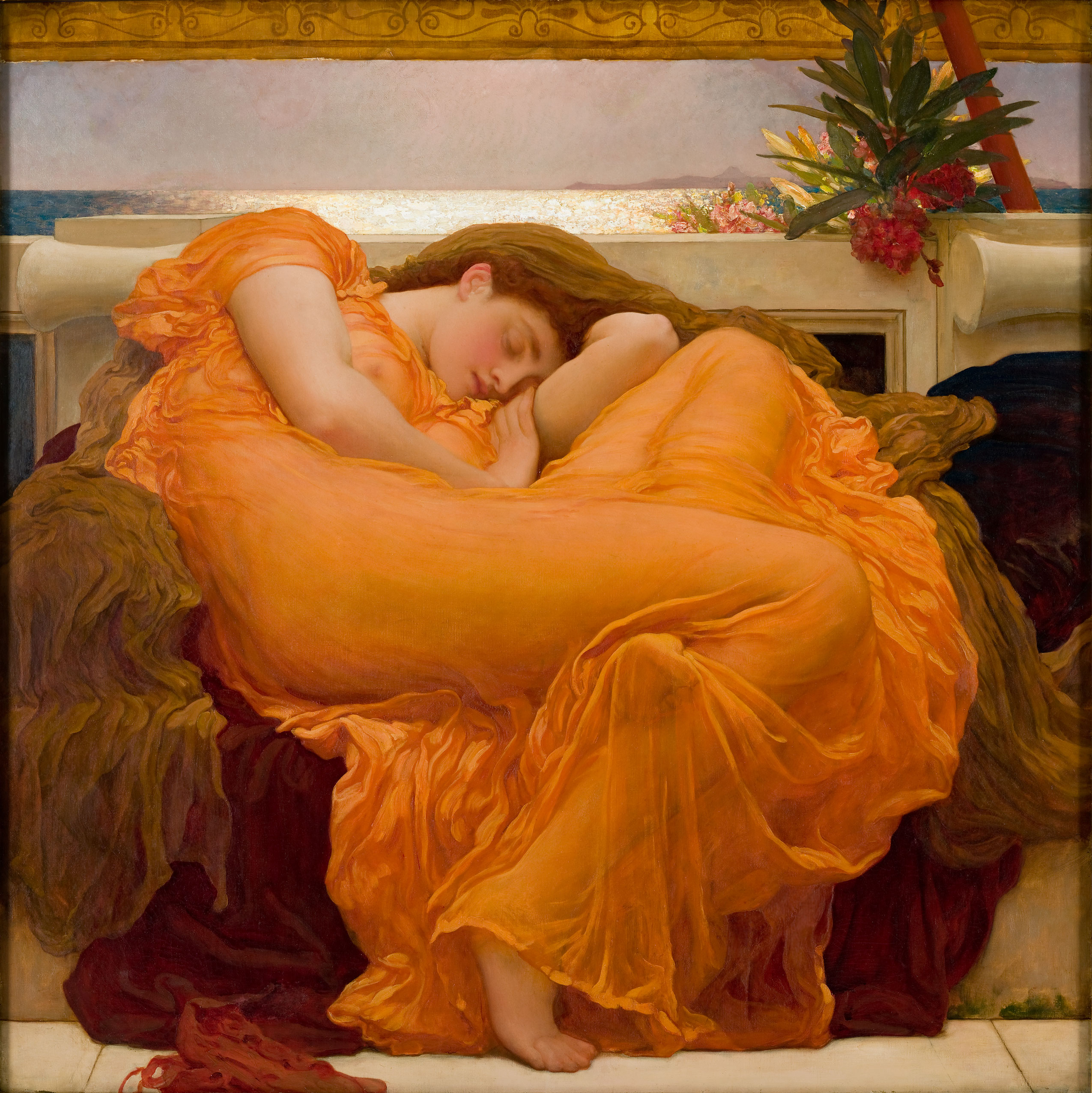
Tháng Sáu cháy bỏng (Flaming June), 1895
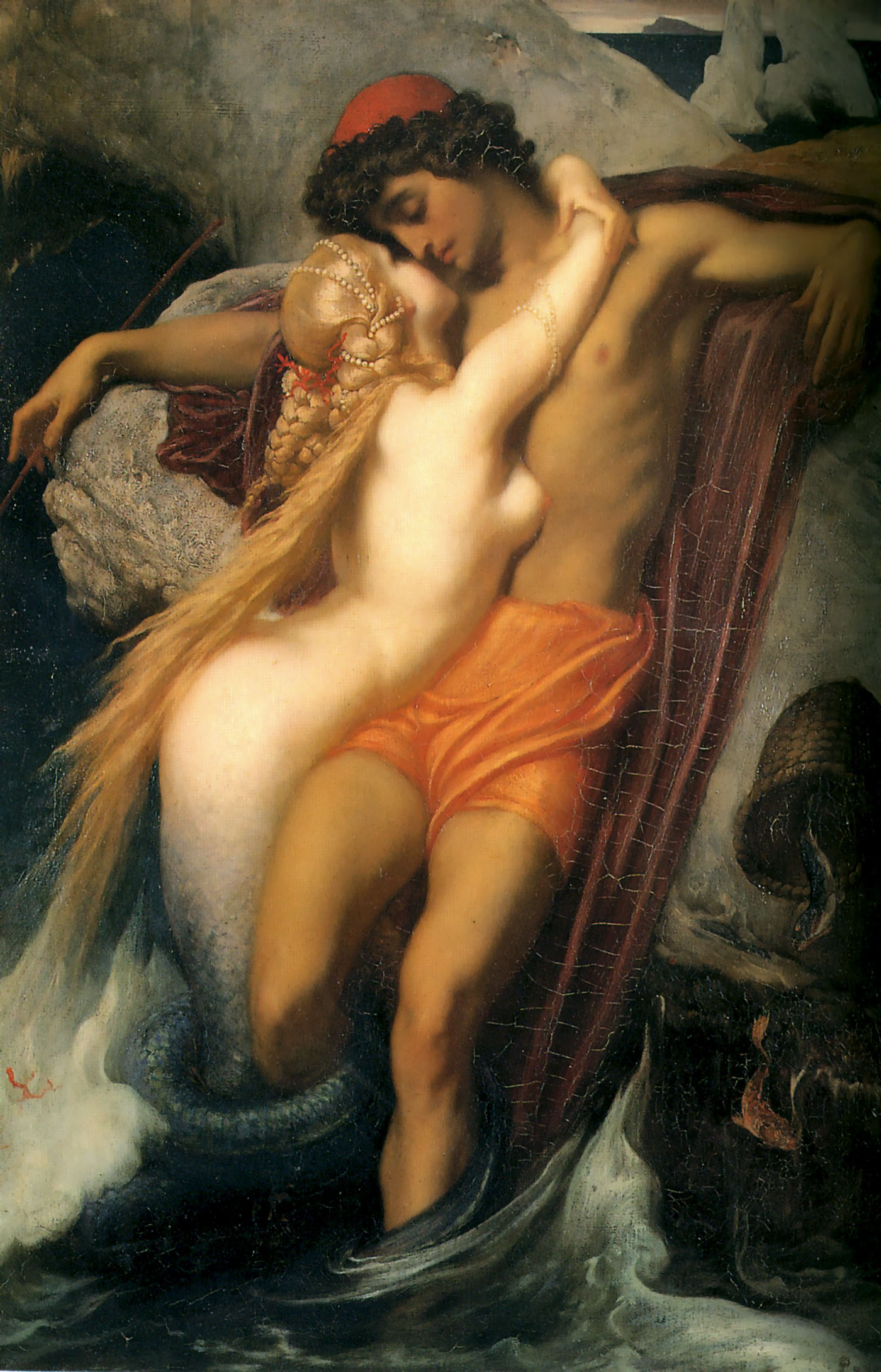
The Fisherman and the Syren, c.1856–1858, private collection
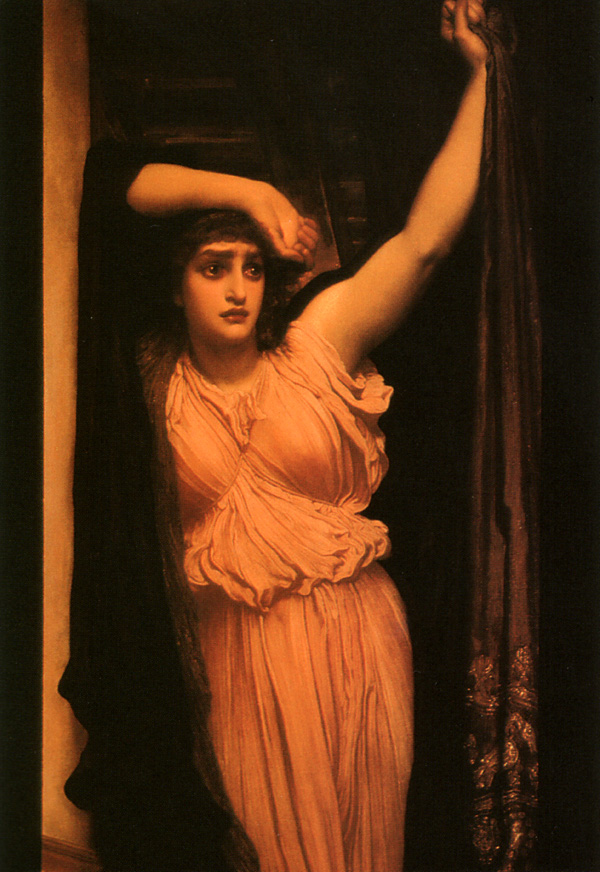
The Last Watch of Hero
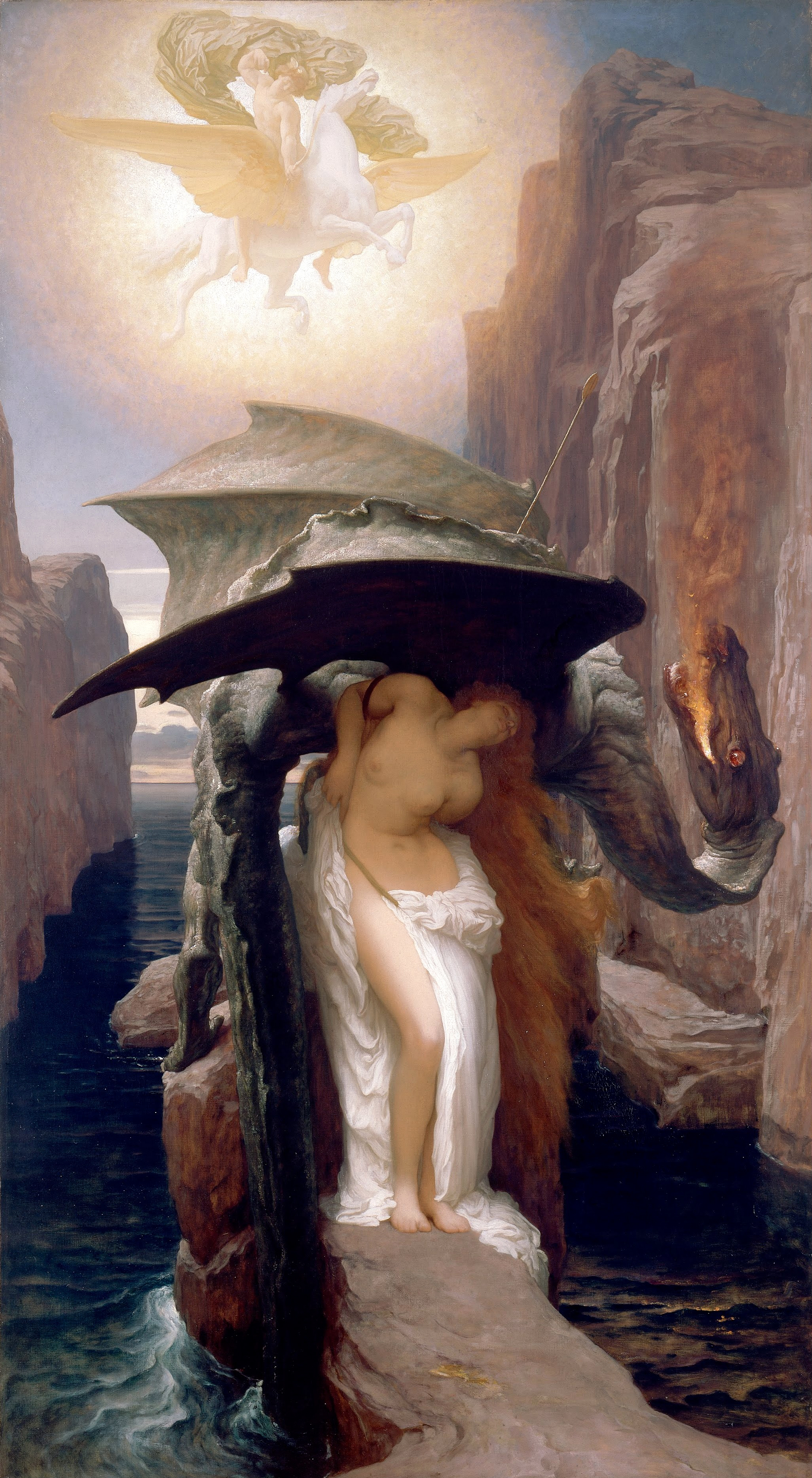
Perseus and Andromeda, 1891, Walker Art Gallery, Liverpool.
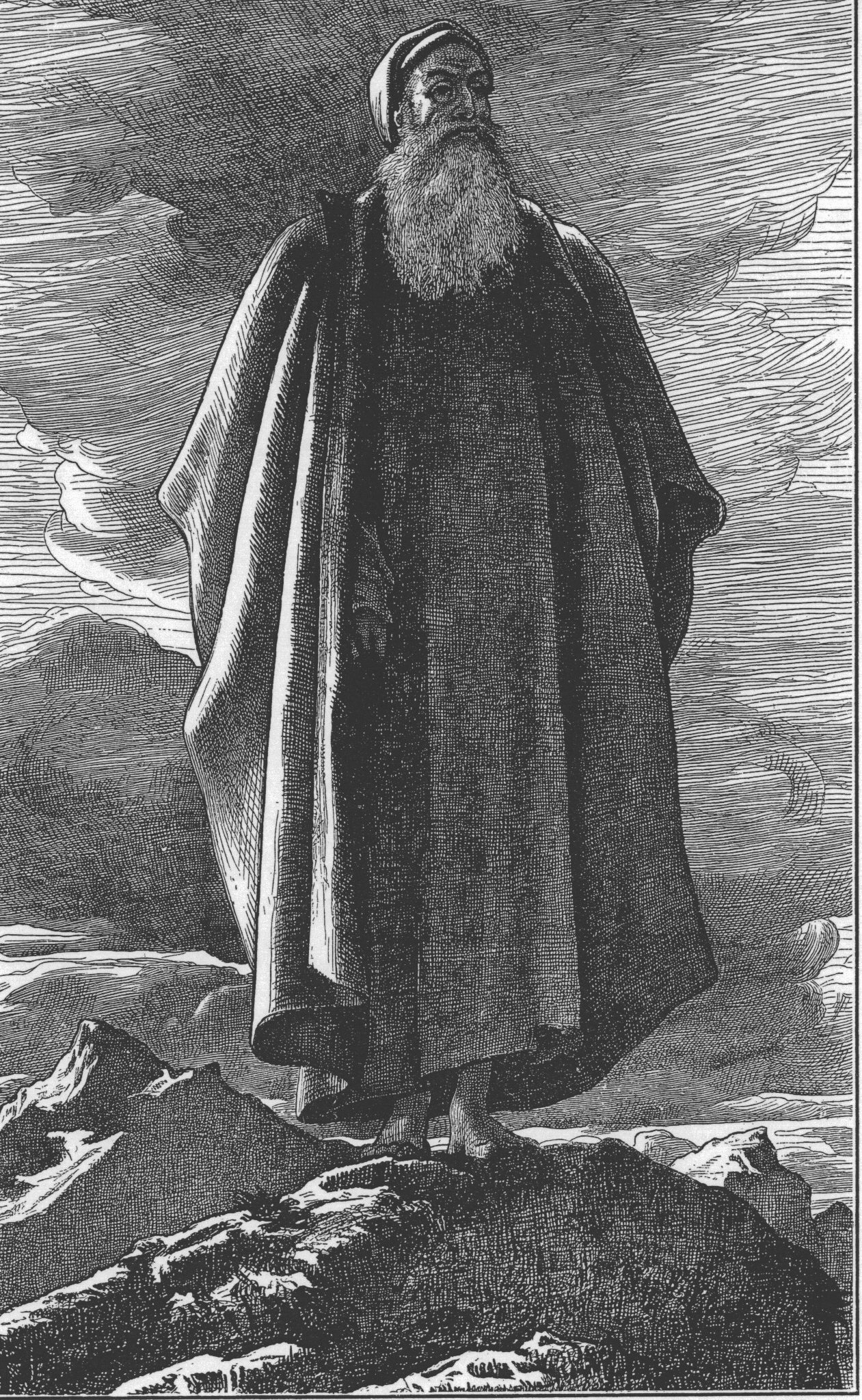
Moses views the Promised Land
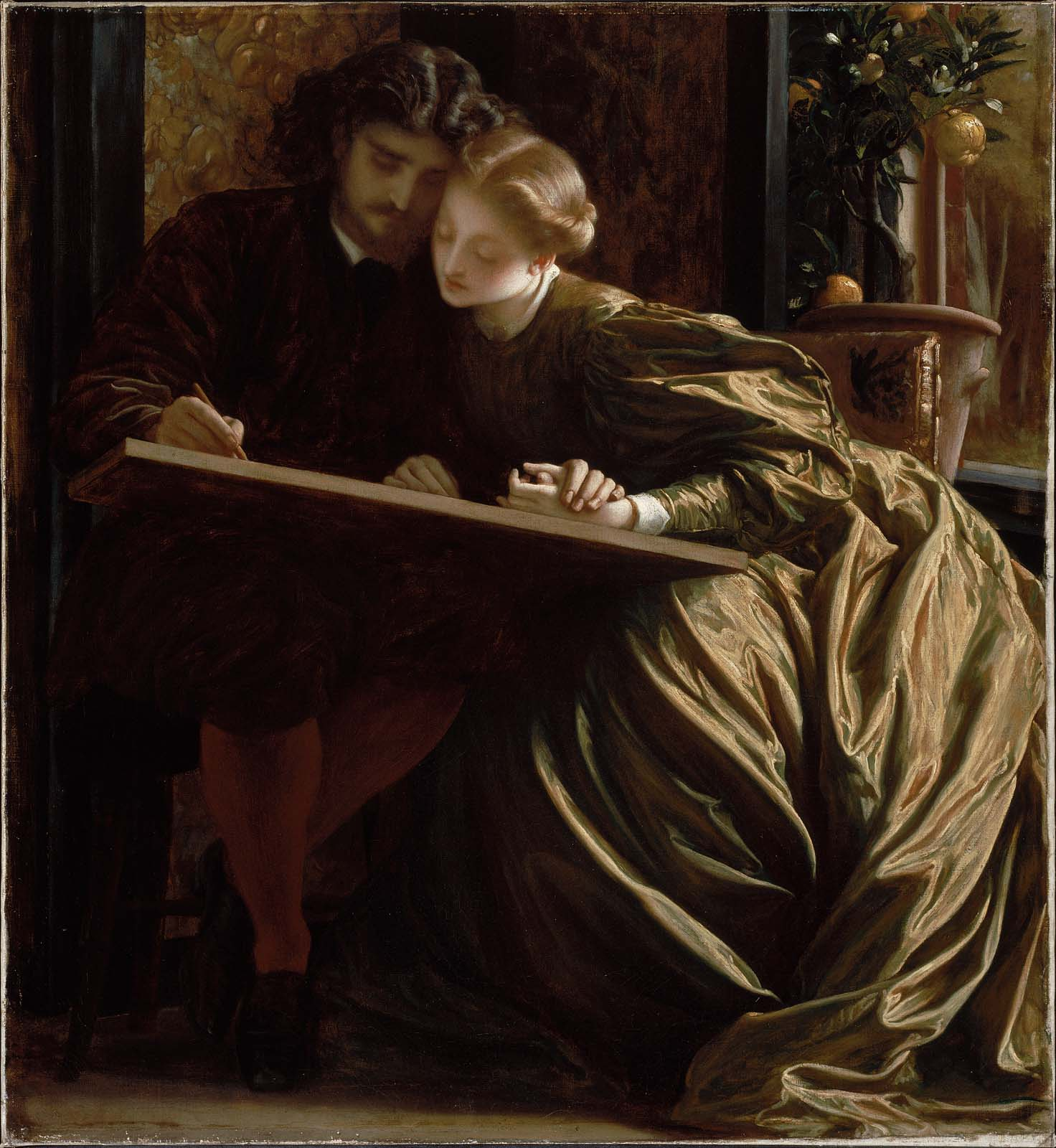
The Painter's Honeymoon, 1864
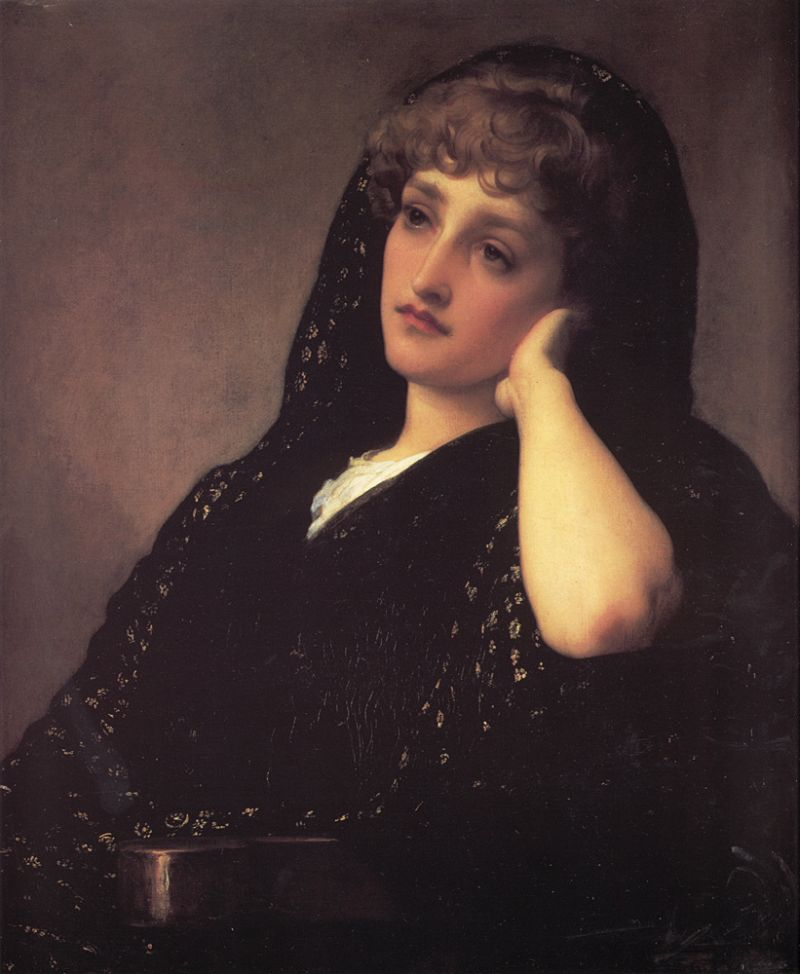
Memories, 1883
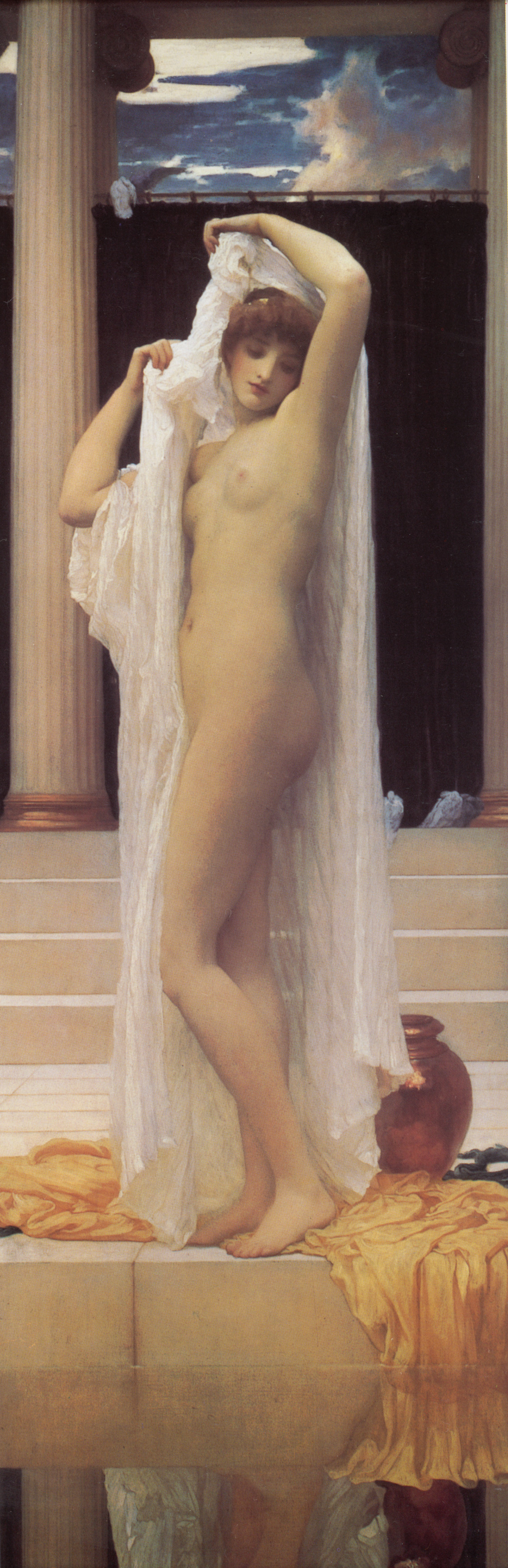
The Bath of Psyche, 1879
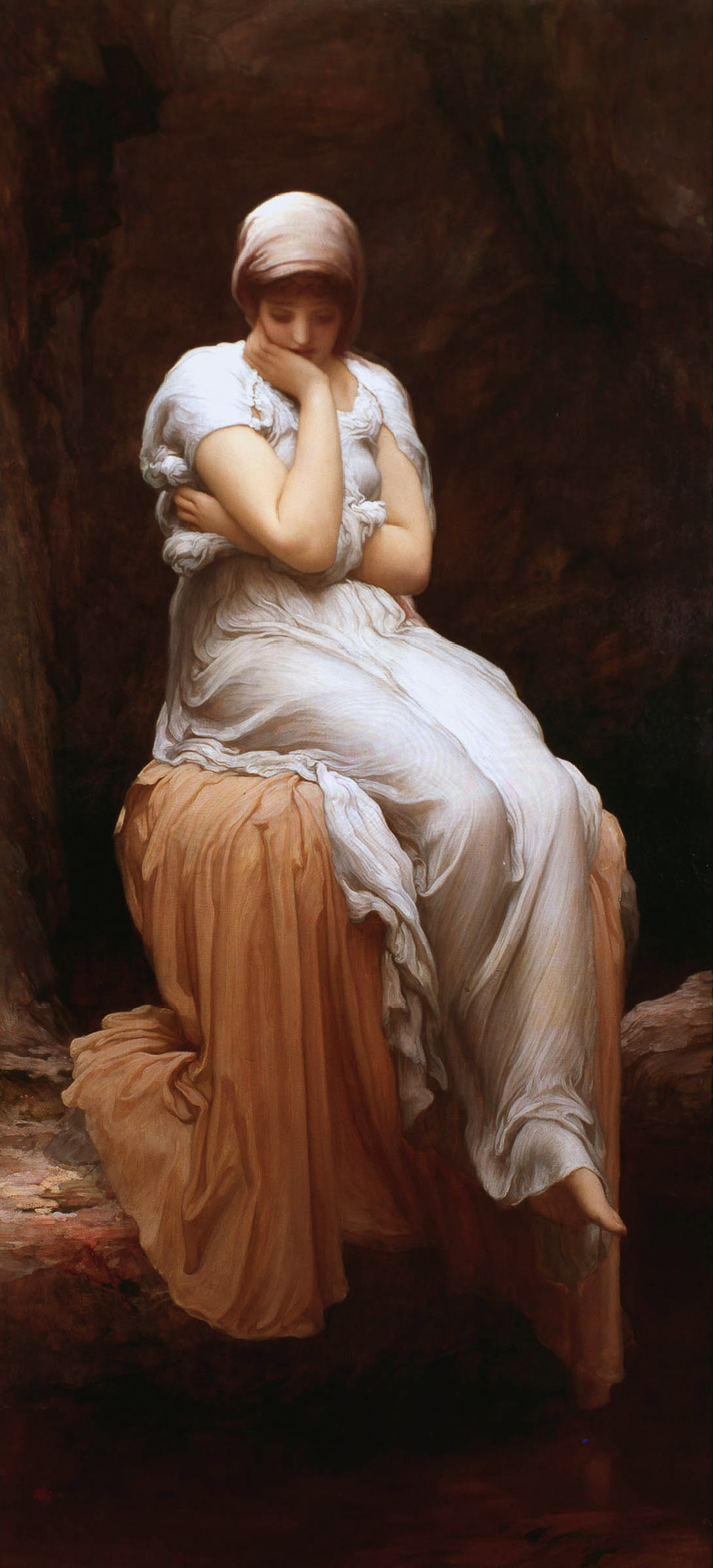
Solitude

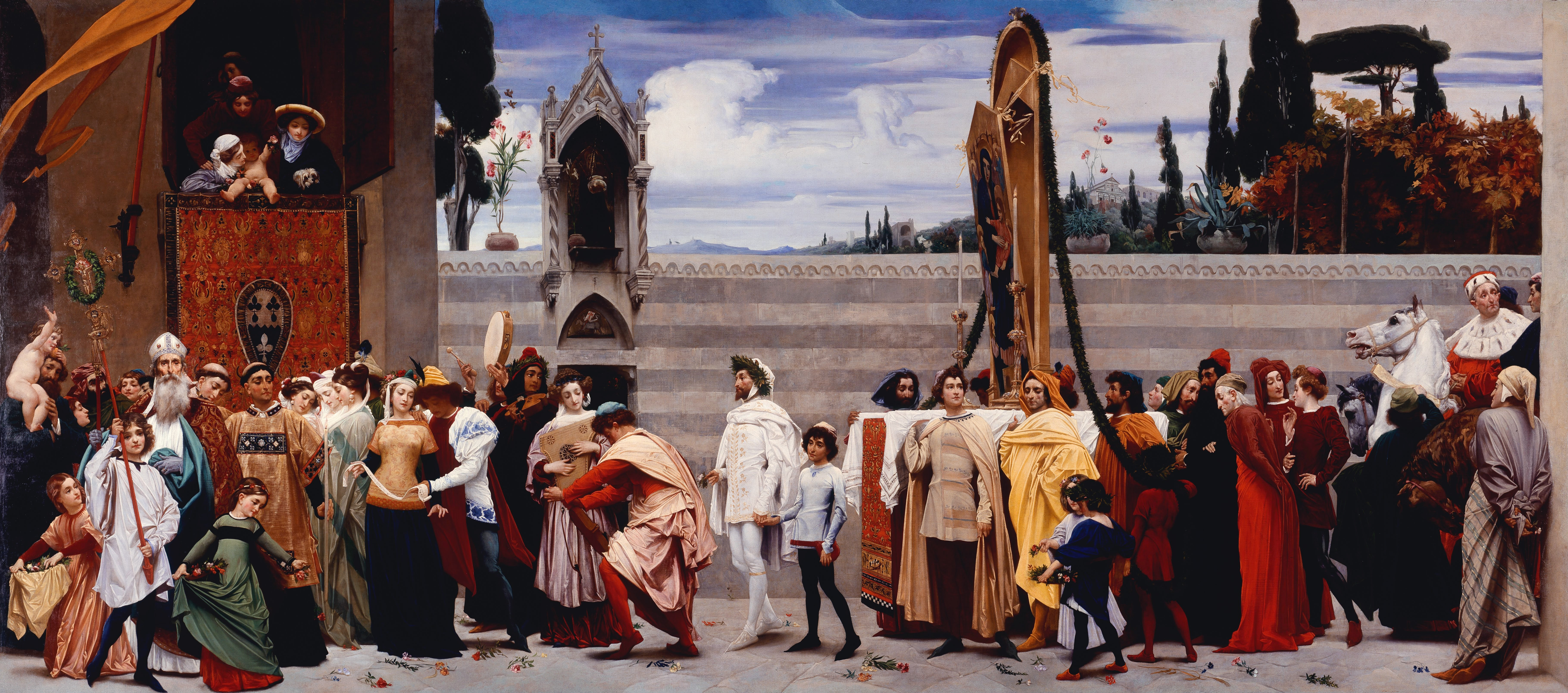
Cimabue's Celebrated Madonna, 1853–1855
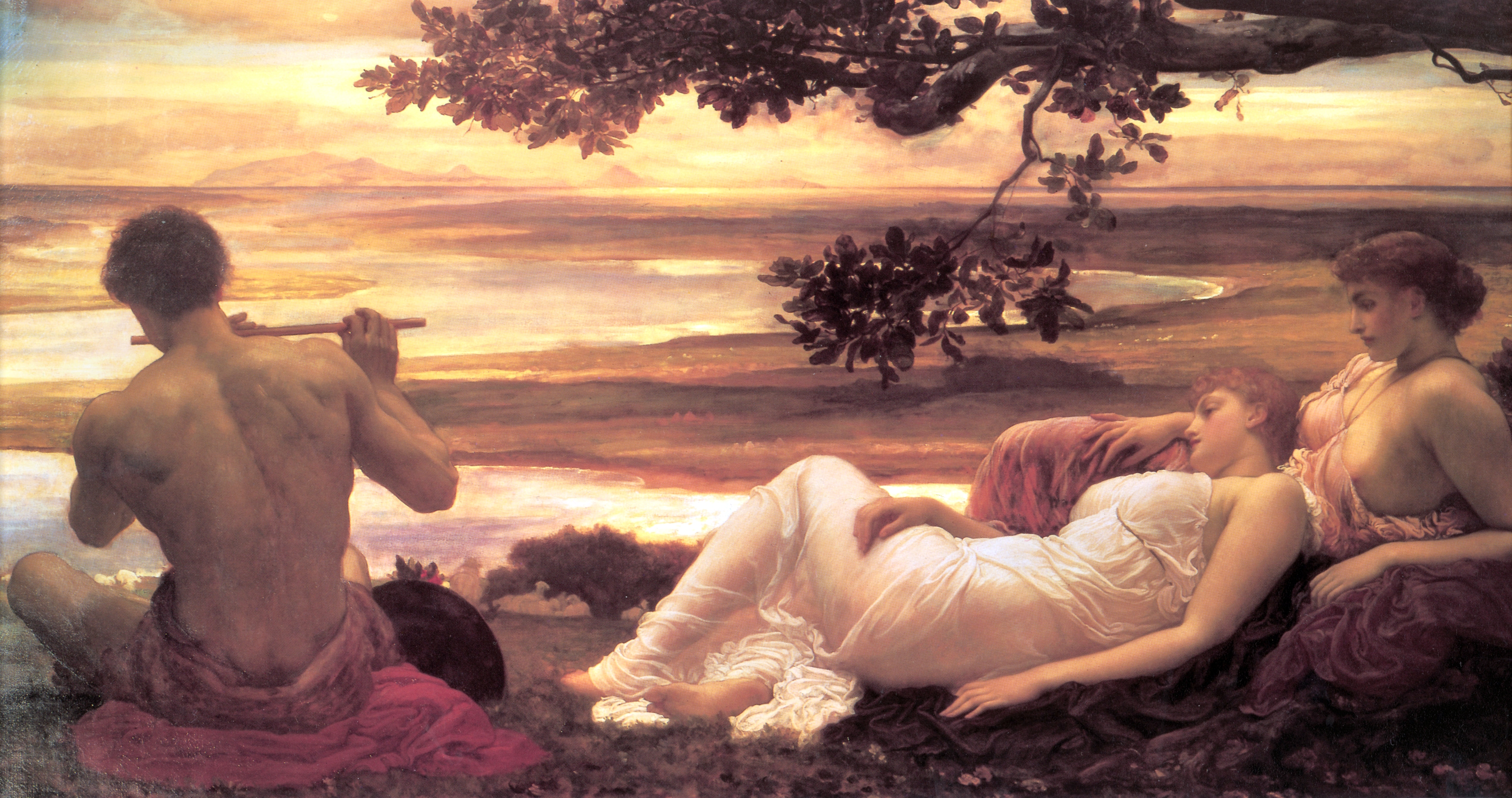
Idyll, c. 1880–81
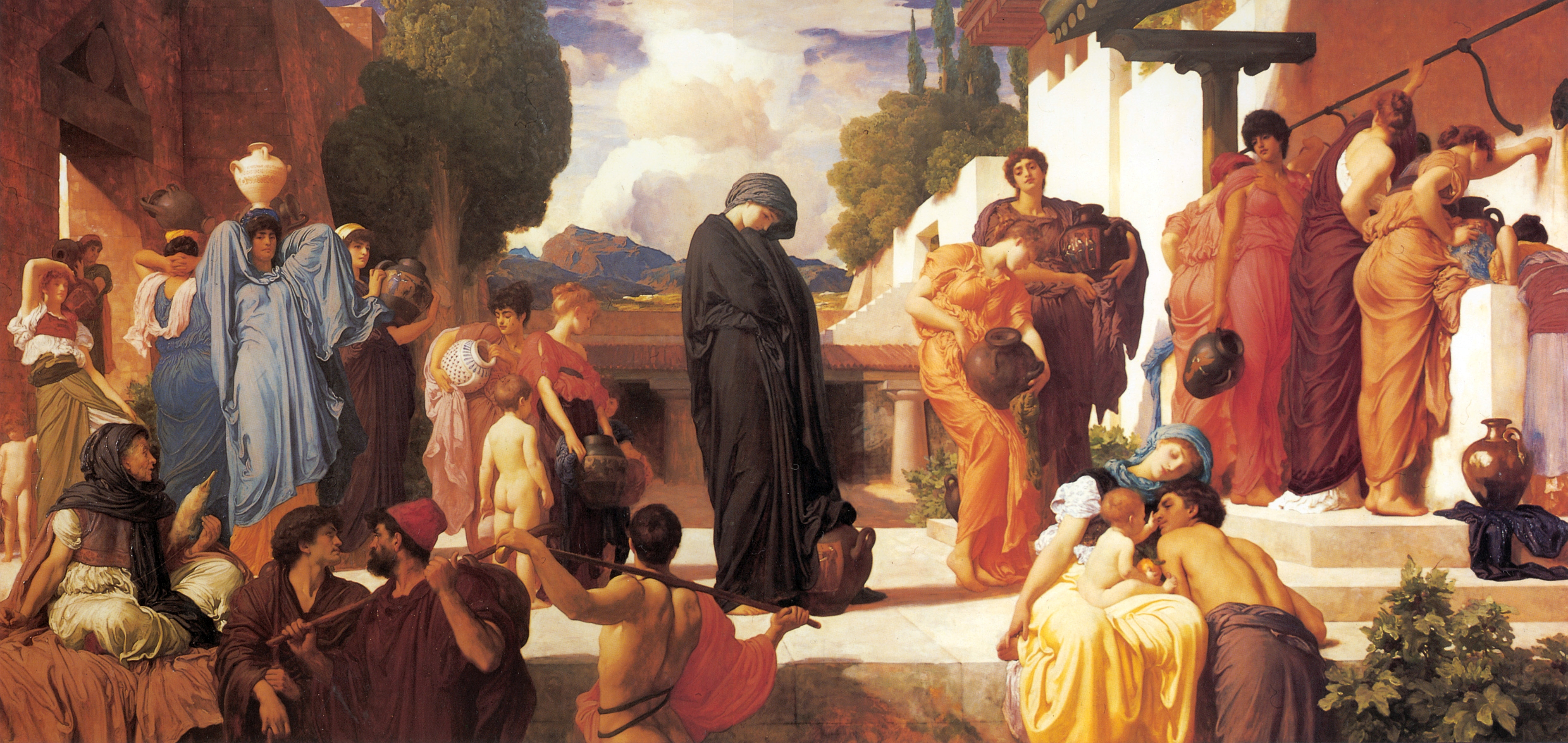
Captive Andromache, oil on canvas painting, 1886–1888, Manchester City Art Gallery
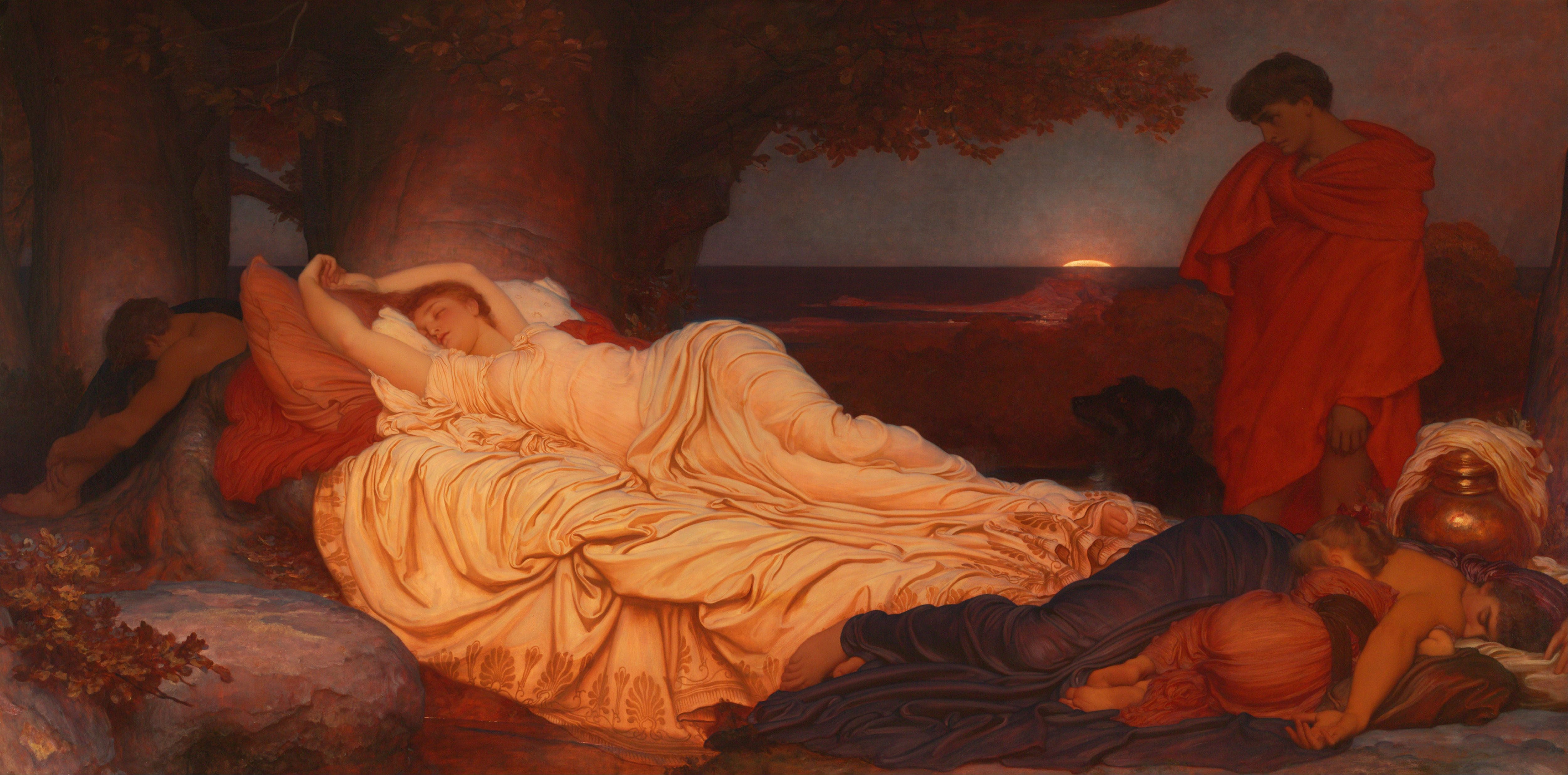
Cymon and Iphigenia, oil on canvas painting, 1884, Art Gallery of New South Wales